# Richard fitz Nigel

Arbre généalogique simplifié de Richard FitzNeal

Richard fitz Neal, fitz Néel ou fitz Nigel (vers 1130 – 10 septembre 1198), parfois appelé Richard d'Ely ou Richard le trésorier, est trésorier du Royaume d'Angleterre et évêque de Londres à partir de 1189.

## Biographie

### Famille et parenté
Il est le fils, présumé illégitime, de Néel d'Ely († 1169), évêque d'Ely, et d'une femme inconnue mais probablement anglaise. Son père est le neveu de Roger de Salisbury, chancelier d'Angleterre, qui est à la tête de l'administration anglo-normande pendant le règne de Henri Ier († 1135) et le début du règne d'Étienne. Il est aussi probablement le frère de Alexandre, l'évêque de Lincoln.

### Carrière
En 1158 ou 1159, son père paye Henri II pour nommer Richard, son fils naturel, trésorier royal. Richard était le petit-neveu de Roger de Salisbury, qui a mis en place l'Échiquier sous le règne d'Henri Ier.
En 1177, Henri lui demande d'écrire un traité sur son travail. Le traité, Dialogue sur l'Échiquier, est le premier traité administratif du Moyen Âge, une source unique d'informations sur les finances royales et la façon de les collecter au XIIe siècle.
Il est récompensé en étant désigné évêque de Londres en 1189. Il occupe cette fonction jusqu'à sa mort en 1198.

### Publication
- Richard fitz Nigel [Richard Fitzneale], De necessariis observantiis scaccarii dialogus: commonly called Dialogus de Scaccario, édition A. Hughes et autres, 1902.
- Richard FitzNigel, Dialogus de scaccario / The course of the exchequer, édité et traduit par C. Johnson, avec des corrections de F.E.L. Carter et D.E. Greenway, Oxford Medieval Texts, 1983.

### Sources
- John Hudson, « Richard fitz Nigel (c.1130–1198) », Oxford Dictionary of National Biography, Oxford University Press, 2004.